# Lotte Rod
Lotte Rod (nascida a 10 de junho de 1985, em Aarhus) é uma política dinamarquesa, membro do Folketing pelo Partido Social-Liberal. Ela foi eleita para o parlamento nas eleições legislativas dinamarquesas de 2011.

## Carreira política
Rod foi eleita pela primeira vez para o parlamento nas eleições de 2011 e foi reeleita em 2015 e 2019. Em 2020, foi revelado que o líder do Partido Social-Liberal, Morten Østergaard, havia assediado Rod sexualmente. Este caso acabou por levar Østergaard a renunciar ao cargo de líder do partido e, mais tarde, também a renunciar ao seu assento no parlamento.